# Huaicheng
Huaicheng (kinesiska: 怀城) är ett stadsdelsdistrikt i sydöstra Kina. Det är centralorten i Huaiji härad i staden Zhaoqing i provinsen Guangdong,  omkring 140 kilometer nordväst om provinshuvudstaden Guangzhou. Antalet invånare är 146 839. Befolkningen består av 70 238 kvinnor och 76 601 män. Barn under 15 år utgör 21,0 %, vuxna 15-64 år 69 %, och äldre över 65 år 8,0 %.